# Бурогрудый подорожник
Бурогрудый подорожник
(лат. Rhynchophanes mccownii) — вид воробьиных птиц из семейства подорожниковых (Calcariidae), единственный в роде Rhynchophanes. Подвидов не выделяют.

## Этимология
Видовое название присвоено в честь американского офицера, капитана Джона П. Маккоуна (1815—1879), который в 1851 году добыл типовой экземпляр, выстрелив в скопление птиц и найдя неизвестную птицу среди убитых. По тушке этой птицы Джордж Ньюболд Лоренс описал новый вид.

## Описание
Длина тела около 15 см (то есть размером с воробья), крупный клюв. Самцы и самки различаются по оперению. В период размножения у самцов оно серого цвета с чёрным клювом, макушкой, скуловой полосой и верхней частью грудки, а также с черноватым пятном на нижней части груди и брюшка; срединные кроющие каштановые. Самка в гнездовой период серая, без чёрного оперения, наблюдаемого у самца; имеет бледный клюв, срединные кроющие части и лопатки с ржавым оттенком. Не размножающийся самец похож на самку, но на его макушке часто появляются пятна, а не полосы; на брюшке остается чёрное пятно — хотя бы тень темного пятна на груди; и срединные кроющие и лопатки более выражено каштановые.
Потребляют в пищу семена трав и разнотравья, насекомых (кузнечиков, молей, жуков) и других членистоногих. Ходят или бегают по земле, полёт волнообразный.
Гнездо чашеобразное, в год выводят два выводка птенцов.

## Распространение
Мигрирует через Великие равнины между местами размножения в канадских прериях и на северо-западном краю Великих равнин и местами зимовки в юго-западной части США и на северо-западе Мексики.

## Полемика по поводу наименования
Так как Маккоун во время Гражданской войны в США сражался за Конфедерацию и дослужился до звания генерала, в 2018 году возникло возросшее в результате протестов из-за смерти Дж. Флойда и Недели чёрных бёрдвотчеров (которая, в свою очередь, стала реакцией на Инцидент с бёрдвотчером в Центральном Парке) давление с целью переименования вида по аналогии со сносом монументов конфедератам.
При этом англоязычное название птицы «McCown’s longspur» больше не используется Американским орнитологическим союзом, птицу теперь называют «thick-billed longspur», буквально переводя название рода Rhynchophanes.